# Pseudoclitarchus sentus
Pseudoclitarchus sentus är en insektsart som först beskrevs av John Tenison Salmon 1948.  Pseudoclitarchus sentus ingår i släktet Pseudoclitarchus och familjen Phasmatidae. Inga underarter finns listade i Catalogue of Life.